# Tom Ridge
Thomas Joseph "Tom" Ridge, född 26 augusti 1945 i Allegheny County i Pennsylvania, är en amerikansk republikansk politiker och ämbetsman. 
Han var ledamot av USA:s representanthus 1983–1995, Pennsylvanias guvernör 1995–2001 och USA:s inrikessäkerhetsminister 2003–2005.

## Biografi
Ridge växte upp i Pennsylvania utanför Pittsburgh. Morförädrarna var immigranter av av rusinsk härkomst. Ridge tog kandidatexamen från Harvard College, studierna betalades genom deltagande i skolidrott och byggnadsarbeten. Ridge blev inkallad för tjänstgöring i USA:s armé, men avstod frivilligt officersställning. Han tjänstgjorde i infanteriet, deltog i Vietnamkriget och erhöll en Bronze Star Medal. Ridge fick dock avbryta militärtjänstgöringen på grund av en brusten blindtarm.
1972 tog Ridge juristexamen från Dickinson School of Law och kom därefter att vara verksam som jurist i den privata sektorn. 1980 blev han assisterande distriktsåklagare för Erie County i Pennsylvania..
1982 vann Ridge en plats i USA:s representanthus.
Ridge efterträdde 1995 Robert P. Casey som Pennsylvanias guvernör. Efter 11 september-attackerna avgick Ridge som guvernör för att tillträda som chef för en avdelning (Office of Homeland Security) i USA:s presidentkansli med ansvar för inrikessäkerhetsfrågor. Han efterträddes som guvernör av Mark S. Schweiker. 
År 2003 skapades USA:s inrikessäkerhetsdepartement och Ridge blev den förste i chefsbefattningen som han innehade fram till år 2005.